# Eranthemum erythrochilum
Eranthemum erythrochilum är en akantusväxtart som beskrevs av John Richard Ironside Wood. Eranthemum erythrochilum ingår i släktet Eranthemum och familjen akantusväxter. Inga underarter finns listade i Catalogue of Life.